# Underslev
Underslev (av tyska Unterschleif), i äldre svenskt juridiskt språk benämning på brotten förskingring och trolöshet mot huvudman. I finlandssvenskan är ordet fortfarande i bruk som benämning på fusk vid prov i skolorna.
Vid sjöförsäkring används ordet för att beskriva orättmätiga handlingar av fartygets befälhavare och besättning till nackdel för redaren (på engelska kallat barratry).[källa behövs]